# 基亚塔姆帕尔莱
基亚塔姆帕尔莱（Kyathampalle），是印度安得拉邦Adilabad县的一个城镇。总人口42275（2001年）。

## 人口
该地2001年总人口42275人，其中男性21642人，女性20633人；0—6岁人口4487人，其中男2302人，女2185人；识字率59.29%，其中男性为67.25%，女性为50.94%。